# Elección para alcalde de Nueva York de 2025
Las elecciones para alcalde de la ciudad de Nueva York de 2025 se realizarán el 4 de noviembre de 2025. El actual alcalde en funciones, Eric Adams, fue electo alcalde por el Partido Demócrata en 2021, pero busca la reelección para un segundo mandato como independiente. 
Las elecciones primarias del Partido Demócrata se celebraron el 24 de junio de 2025 y el período de votación anticipada comenzó el 14 de junio. El 1 de julio con la tabulación de los resultados oficiales se anunció que Zohran Mamdani formalmente habría ganado la candidatura a la alcaldía. Mamdani habría prevalecido en la elección primaria derrotando a otros diez candidatos, entre ellos Andrew Cuomo (exgobernador), Brad Lander (actual contralor de la ciudad), Adrienne Adams (actual presidenta del Consejo Municipal) y Scott Stringer (ex contralor de la ciudad). El Partido Republicano no tuvo elecciones primarias competitivas ya que su candidato, Curtis Sliwa (quien previamente había sido el candidato del partido en 2021), no tuvo oposición en su búsqueda de su nominación.
El alcalde Adams fue acusado de cargos federales de corrupción en septiembre de 2024 y ha enfrentado pedidos de renuncia a su cargo. El Departamento de Justicia ordenó a los fiscales que retiraran los cargos contra Adams en febrero de 2025, y el caso fue desestimado con perjuicio en abril de 2025.
A diferencia de las primarias, que utilizaron el sistema de votación por orden de preferencia, la elección general de alcalde utilizará el sistema de mayoría simple.

## Primarias demócratas
Las elecciones primarias del Partido Demócrata se llevaron a cabo el 24 de junio de 2025, con un periodo de votación anticipada que comenzó el 14 de junio. En la ciudad de Nueva York, las primarias se realizan utilizando el sistema de votación por orden de preferencia, también conocido como votación por eliminación instantánea.
A principios de 2025, las encuestas mostraban al exgobernador de Nueva York, Andrew Cuomo, liderando a todos los demás candidatos a la alcaldía entre los votantes demócratas. En el período previo a la elección, las encuestas indicaban que Cuomo seguía siendo el favorito por un estrecho margen en las primarias demócratas, con el asambleísta Zohran Mamdani en segundo lugar; una encuesta de junio mostró que Mamdani tenía una ligera ventaja sobre Cuomo.
El 24 de junio, Mamdani derrotó a Cuomo, al contralor de la ciudad Brad Lander y a otros ocho candidatos para convertirse en el candidato demócrata a la alcaldía. La victoria de Mamdani fue considerada una gran sorpresa. Mamdani ha propuesto imponer un impuesto fijo del 2 % a los neoyorquinos que ganen más de un millón de dólares, así como varias iniciativas en materia de vivienda, entre ellas la promesa de congelar los alquileres en unidades con alquiler estabilizado, un amplio desarrollo y renovación de viviendas públicas, así como una regulación más estricta de los propietarios, lo cual ha causado molestia en algunos sectores del mercado inmobiliario de lujo. No obstante, Cuomo —quien también se postuló por una línea independiente por medio del partido local de reciente creación “Luchar y Cumplir” (Fight and Deliver Party)— permanecerá en la boleta para las elecciones generales.

### Candidatos

#### Candidato oficial
| Candidato      | Experiencia                                                                           | Logo de campaña       |
| -------------- | ------------------------------------------------------------------------------------- | --------------------- |
| Zohran Mamdani | Asambleísta por el 36.º distrito de la Asamblea Estatal de Nueva York (2021–presente) | Zohran for Mayor logo |

Eliminados en las primarias
- Adrienne Adams, presidenta del Concejo Municipal de Nueva York (2022–presente) del 28.° distrito (2017–presente)[16]
- Selma Bartholomew, educadora[17]
- Michael Blake, exasambleísta estatal del 79.º distrito (2015–2021), candidato a Defensor Público en 2019 y candidato por el 15.º distrito congresional de Nueva York en 2020[18]
- Andrew Cuomo, exgobernador de Nueva York (2011–2021) y secretario de Vivienda y Desarrollo Urbano de los Estados Unidos (1997–2001)[19]
- Brad Lander, contralor de la ciudad de Nueva York (2022–presente)[20]
- Zellnor Myrie, senador estatal del 20.º distrito (2019–presente)[21]
- Paperboy Prince, artista y candidato recurrente[17]
- Jessica Ramos, senadora estatal del 13.º distrito (2019–presente)[22]
- Scott Stringer, excontralor de la ciudad de Nueva York (2014–2021) y candidato a la alcaldía en 2021[23]
- Whitney Tilson, gestor de fondos de cobertura[24]

#### Candidatos que no calificaron para acceder a la boleta
- Eric Adams, actual alcalde (postulándose como independiente)[25]

Rechazaron postularse
- Jennifer Jones Austin, abogada y directora ejecutiva de una organización sin fines de lucro[26]
- Jamaal Bowman, exrepresentante de EE. UU. por el 16.º distrito congresional de Nueva York (2021–2025) (respaldó a Mamdani)[27][28]
- Justin Brannan, concejal de la ciudad por el 47.º distrito (2018–presente) (postulándose a contralor)[29]
- Kathryn Garcia, directora de Operaciones del Estado de Nueva York (2021–presente), excomisionada del Departamento de Sanidad de la Ciudad de Nueva York (2014–2020) y candidata a alcaldesa en 2021[30]
- Dan Goldman, representante de EE. UU. por el 10.º distrito congresional de Nueva York (2023–presente) (respaldó a Myrie)[26]
- Letitia James, fiscal general del Estado de Nueva York (2019–presente) y ex defensora pública de la ciudad de Nueva York (2014–2018) (postula a la reelección, respalda conjuntamente a Adrienne Adams, Lander, Mamdani y Myrie)[26][31]
- Mark Levine, presidente del distrito de Manhattan (2020–presente)[32](postulándose a contralor)[33]
- Yuh-Line Niou, exasambleísta estatal por el 65.º distrito (2017–2022) y candidata al 10.º distrito congresional de Nueva York en 2022 (respaldó a Mamdani)[32][34]
- Antonio Reynoso, presidente del distrito de Brooklyn (2022–presente) (postulándose a la reelección, respalda conjuntamente a Adrienne Adams, Lander y Mamdani)[33][35]
- Ritchie Torres, representante de EE. UU. por el 15.º distrito congresional de Nueva York (2021–presente)[36](respaldó a Cuomo)[37]
- Jumaane Williams, defensor público de la ciudad de Nueva York (2019–presente), candidato a vicegobernador en 2018 y a gobernador en 2022 (postula a la reelección, respalda conjuntamente a Adrienne Adams, Lander y Mamdani)[38][39][40]

### Resultados
| Candidato                                          | Ronda 1   | Ronda 1 | Ronda 2   | Ronda 2   | Ronda 3   | Ronda 3   |
| Candidato                                          | Votos     | %       | Votos     | %         | Votos     | %         |
| -------------------------------------------------- | --------- | ------- | --------- | --------- | --------- | --------- |
| Zohran Mamdani                                     | 469.642   | 43,82%  | 469.755   | 43,86%    | 573.169   | 56,39%    |
| Andrew Cuomo                                       | 387.137   | 36,12%  | 387.377   | 36,17%    | 443.229   | 43,61%    |
| Brad Lander                                        | 120.634   | 11,26%  | 120.707   | 11,27%    | Eliminado | Eliminado |
| Adrienne Adams                                     | 44.192    | 4,12%   | 44.359    | 4,14%     | Eliminado | Eliminado |
| Scott Stringer                                     | 17.820    | 1,66%   | 17.894    | 1,67%     | Eliminado | Eliminado |
| Zellnor Myrie                                      | 10.593    | 0,99%   | 10.648    | 0,99%     | Eliminado | Eliminado |
| Whitney Tilson                                     | 8.443     | 0,79%   | 8.525     | 0,80%     | Eliminado | Eliminado |
| Michael Blake                                      | 4.366     | 0,41%   | 4.389     | 0,41%     | Eliminado | Eliminado |
| Jessica Ramos                                      | 4.273     | 0,40%   | 4.294     | 0,40%     | Eliminado | Eliminado |
| Paperboy Prince                                    | 1.560     | 0,15%   | 1.628     | 0,15%     | Eliminado | Eliminado |
| Selma Bartholomew                                  | 1.489     | 0,14%   | 1.505     | 0,14%     | Eliminado | Eliminado |
| Por escrito                                        | 1.581     | 0,15%   | Eliminado | Eliminado | Eliminado | Eliminado |
| Votos activos                                      | 1.071.730 | 100.00% | 1.071.081 | 100.00%   | 1.016.398 | 100.00%   |
| Papeletas agotadas                                 | —         | —       | 649       | 0,06%     | 55.332    | 5,16%     |
| Fuente: Junta Electoral de la Ciudad de Nueva York |           |         |           |           |           |           |

## Primarias republicanas
El Partido Republicano no realizó una elección primaria. Curtis Sliwa es el candidato republicano a la alcaldía. Sliwa fue el candidato republicano a la alcaldía en 2021, pero fue derrotado por Eric Adams por un amplio margen.

### Candidatos

#### Candidato oficial
| Candidato    | Experiencia                                           | Logo de campaña   |
| ------------ | ----------------------------------------------------- | ----------------- |
| Curtis Sliwa | Fundador y director ejecutivo de los Guardian Angels. | Curtis Sliwa 2025 |

Rechazaron postularse
- Eric Adams, actual alcalde demócrata (2022–presente) (postulándose como independiente)[45]
- Joe Borelli, exlíder de la minoría en el Concejo Municipal de Nueva York (2021–2025) por el 51.º distrito (2015–2025)[46]
- John Catsimatidis, director ejecutivo de los supermercados Gristedes y D'Agostino, y candidato a la alcaldía en 2013[47](apoya a Adams)[48]
- Rudy Giuliani, exalcalde (1994–2001) y exfiscal federal del Distrito Sur de Nueva York (1983–1989)[49]
- Jim Walden, abogado especializado en leyes anti-monopolio y gubernamentales (postulándose como independiente)[50]

## Candidatos de terceros partidos e independientes

### Partido de Familias Trabajadoras
El Partido de las Familias Trabajadoras (WFP) suele respaldar a los candidatos del Partido Demócrata en las elecciones generales, incluso si dichos candidatos no recibieron el apoyo del WFP en sus respectivas primarias demócratas. El 30 de mayo de 2025, el WFP respaldó a Zohran Mamdani. El partido instruyó a los votantes a clasificar a Mamdani en primer lugar, seguido de Brad Lander en segundo, Adrienne Adams en  tercero, Zellnor Myrie en cuarto y Jessica Ramos en quinto. Ana María Archila, codirectora del WFP de Nueva York, indicó que si Andrew Cuomo ganaba las primarias demócratas para la alcaldía, el partido muy probablemente nominaría a otra persona en su lugar. El 6 de junio, el WFP retiró a Ramos de su lista luego de que ella respaldara a Cuomo.

#### Candidato oficial
- Zohran Mamdani, miembro de la Asamblea Estatal por el 36.º distrito (2021–presente)[51]

### Partido Conservador

#### Candidato oficial
- Irene Estrada, exmiembro de la Junta Comunitaria 11 del Bronx y candidata para el distrito 13 del Concejo Municipal de Nueva York en 2021 y 2023[55][56]

### Independientes
Seguido del escándalo de corrupción, el 3 de abril de 2025 Eric Adams anunció que se retiraría de las primarias demócratas y que en su lugar se postularía en las elecciones generales como independiente. Adams ha estado recogiendo firmas para postularse bajo la línea partidista "End Anti Semitism" (Fin al Antisemitismo), así como en la línea "Safe & Affordable" (Seguro y Asequible). Sin embargo, la Junta Electoral ha limitado a los candidatos independientes a una sola línea electoral según la ley electoral estatal.
Andrew Cuomo formó un partido político minoritario llamado "Fight and Deliver Party" (Partido Luchar y Cumplir) en mayo de 2025. Tras conceder la derrota en las primarias demócratas, confirmó su intención de mantenerse en la boleta electoral bajo la línea del "Fight and Deliver". Posteriormente, lanzó oficialmente su campaña como candidato independiente el 14 de julio de 2025.
El abogado y candidato político primerizo Jim Walden, de Brooklyn Heights, se postuló a la alcaldía como un "tecnócrata con mentalidad empresarial" con una plataforma anti-corrupción. Walden ha presentado una demanda para impugnar una ley que prohíbe el uso de las palabras "independiente" e "independencia" en los nombres de los partidos políticos.
| Candidato    | Experiencia | Logo de campaña              |
| ------------ | --- | ---------------------------- |
| Eric Adams   | Alcalde en funciones (2022–presente) Presidente del distrito de Brooklyn (2014–2021) Senador estatal de Nueva York por el 20.º distrito (2007–2013)        | EricAdams black-1536x864     |
| Andrew Cuomo | Gobernador de Nueva York (2011–2021) Fiscal General de Nueva York (2007–2010) Secretario de Vivienda y Desarrollo Urbano de los Estados Unidos (1997–2001) | Andrew Cuomo for Mayor logo  |
| Jim Walden   | Abogado especializado en leyes antimonopolio y gubernamentales. Exfiscal adjunto de los Estados Unidos                                                     | Jim Walden Mayoral Logo 2025 |

#### Otros candidatos declarados
- Joseph Hernandez, empresario del sector biotecnológico[67]